# 맥도날드 올 아메리칸 게임
맥도날드 올 아메리칸 게임(McDonald's All American Game)은 미국과 캐나다의 남여 고등학교 농구 졸업생들을 위해 매년 열리는 올스타전 농구 경기이다. 최고의 선수들로 구성된 각 팀은 고등학교 농구 시즌이 끝난 후 동서양 형식으로 단일 시범 경기를 펼친다. 연례 행사의 일환으로 남학생과 여학생은 슬램덩크 대회와 3점슛 대회에 참가하고, 올아메리칸 게임(All-American Game) 졸업생들과 함께 시간 제한이 있는 팀 승부차기에서 경쟁한다. 이 대회 중 마지막 대회는 남학생과 여학생을 대상으로 별도의 시간 제한 기술 대회를 대체했다. 덩크슛 콘테스트에 여자 선수가 출전하는 경우는 드물다. 그러나 이들은 2004년 캔디스 파커, 2019년 프랜 벨리비, 가장 최근에는 2022년 애쉴린 왓킨스에 의해 세 번 우승했다. 남학생 경기는 1978년부터 매년 개최되었으며, 여학생 경기는 2002년에 추가된 이후 매년 개최되었다.
맥도날드 올 아메리칸 지정은 1977년 창립 팀의 선정과 함께 시작되었다. 그해 올 아메리칸은 워싱턴 D.C. 지역의 고등학교 스타 그룹을 상대로 맥도날드 캐피털 클래식 올스타 게임에 참가했다. 다음 해, 맥도날드 올 아메리칸 게임은 동부팀과 서부팀 간의 남학생 대회로 시작되었다. 2002년에는 여자 대회가 추가되면서 현재의 여자 게임/남자 게임 더블헤더 형식이 시작되었다.
맥도날드 올 아메리칸 게임 팀은 미국 고등학교 농구 올 아메리칸 팀 중 가장 잘 알려져 있다. 맥도날드 올 아메리칸으로 지정되면 즉시 미국 최고의 고등학교 선수 중 한 명으로 선수가 브랜드화된다. 선발된 운동선수들은 종종 대학 농구에 출전하게 된다. 1978년 이후 NCAA 남자 챔피언십에서 우승한 팀 중 4개를 제외한 모든 팀의 명단에 최소 한 명 이상의 맥도날드 올 아메리칸이 포함되어 있다.
팀은 패스트푸드 체인인 맥도날드의 후원을 받는다.